# Villarta de San Juan
Villarta de San Juan település Spanyolországban, Ciudad Real tartományban. Villarta de San Juan Manzanares, Puerto Lápice, Las Labores, Arenas de San Juan és Herencia községekkel határos. Lakosainak száma 2698 fő (2024).

## Népesség
A település népessége az elmúlt években az alábbi módon változott:
| Lakosok száma | 2968 | 3043 | 3026 | 3115 | 3090 | 3000 | 2907 | 2791 | 2723 | 2698 |
|               | 2001 | 2004 | 2006 | 2009 | 2011 | 2014 | 2016 | 2019 | 2021 | 2024 |